# Algebră boreliană
Algebra boreliană este un concept al matematicii, utilizat în topologie și teoria măsurii. Numele se datorează matematicianului francez Émile Borel.

## Definiție
Fie {\displaystyle \Omega \,} un spațiu topologic. Atunci algebra boreliană asociată este sigma-algebră minimă care conține mulțimile deschise din {\displaystyle \Omega \,} .
O altă definiție (neechivalentă cu prima!) se obține înlocuind termenul de mulțime deschisă cu cel de mulțime compactă.

## Generarea algebrei boreliene
În cazul particular în care {\displaystyle \Omega \,} este spațiu metric, algebra boreliană poate fi descrisă astfel:
Fie {\displaystyle {\mathcal {P}}(\Omega )} mulțimea părților lui {\displaystyle \Omega \,} . Definim:
- {\displaystyle T_{\sigma }\quad } toate reuniunile de mulțimi numărabile din {\displaystyle {\mathcal {P}}(\Omega )} ,

- {\displaystyle T_{\delta }\quad } toate intersecțiile de mulțimi numărabile din {\displaystyle {\mathcal {P}}(\Omega )} ,

- {\displaystyle T_{\delta \sigma }=(T_{\delta })_{\sigma }} .

Definim prin inducție un șir {\displaystyle G^{n}\,} unde {\displaystyle n\in \mathbb {N} } astfel:
- {\displaystyle G^{0}=} mulțimea tuturor mulțimilor deschise din {\displaystyle \Omega } .

- {\displaystyle G^{i}={G^{i-1}}_{\sigma \omega }} .

- {\displaystyle G^{i}=\bigcup _{j<i}{G^{j}}} .

Astfel, algebra boreliană este {\displaystyle G^{n}} pentru un n indefinit (care tinde la infinit), așadar această algebră poate fi generată plecând de la mulțimea mulțimilor deschise și iterând operația:
{\displaystyle G\mapsto G_{\delta \sigma }} .